# Compsobracon mirabilis
Compsobracon mirabilis är en stekelart som först beskrevs av Gyöö Viktor Szépligeti 1901.  Compsobracon mirabilis ingår i släktet Compsobracon och familjen bracksteklar. Inga underarter finns listade i Catalogue of Life.